# Pina de Ebro
Pina de Ebro là một đô thị ở tỉnh Zaragoza, Aragon, Tây Ban Nha. Theo điều tra dân số 2004 của Viện thống kê Tây Ban Nha (INE), đô thị này có dân số là 2.352 người. Diện tích đô thị này là 308 ki-lô-mét vuông. Đô thị này nằm ở độ cao 161 m trên mực nước biển.

## Biến động dân số
| 1991  | 1996  | 2001  | 2004  | 2007  |
| ----- | ----- | ----- | ----- | ----- |
| 2.188 | 2.187 | 2.233 | 2.352 | 2.461 |